# دهکده شهری

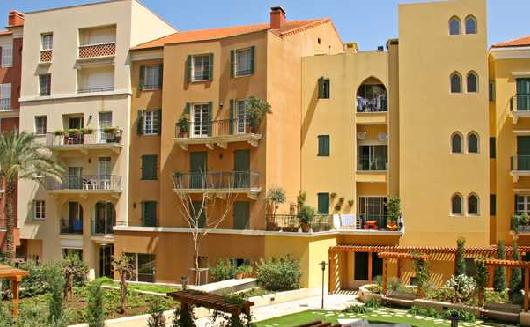
دهکده شهری

دهکدهٔ شهری چین نوع دیگری از روش یا اصول طراحی شهری در چین می‌باشد. در طراحی شهری و شهرسازی – دهکدهٔ شهری از عواقب توسعهٔ شهرسازی است که دارای خصوصیاتی شامل خانه‌هایی دراندازه متوسط، استفاده از بخش‌های متفاوت در ساخت، ترانزیت عمومی مناسب می‌باشد و بر فضای عمومی و فضایی مخصوص پیاده‌روی تأکید دارد. دهکده‌های شهری درالگوهای اخیر شهرسازی به خصوص الگوی تمرکز زدایی و پراکندگی در ساخت خانه‌ها گنجانده شده‌اند و به‌طور کلی دارای ویژگی‌های زیر است.
- کاهش استفادهٔ خودرو به وسیلهٔ دوچرخه سواری- پیاده‌روی و وسایل نقلیهٔ عمومی
- افزایش کار مردمی و زندگی در مناطق مشابه
- کمک در تسهیل موسسات اجتماعی و برخوردها

ایدهٔ دهکده‌های شهری به‌طور رسمی با تأسیس UVG (گروه دهکده‌های شهری) در اواخر ۱۹۸۰ به وجود آمد. به دلیل اصرارهای UVG – این ایده در سیاست طراحی ملی بریتانیا ارجعیت یافت.

## موارد کاربردی
ایده‌های دهکده شهریدر ساخت بسیاری از خانه‌ها – مناطق و پروژه‌های جدید کاربرد دارد. این ایده به‌طور گسترده در بسیاری از کشورها پذیرفته شده و در آژانس‌های دولتی و موسسات خصوصی به عنوان راهنمایی برای بسیاری از پروژه‌ها مورد استفاده قرار می‌گیرد.

## آثار و فواید
ایده‌های مفسر شهر سازی – جان جاکوب – تأثیر بسیاری بر ایده و روش دهکدهٔ شهری داشته‌است. جاکوب نظریات مدرنیست یا نوگرایی را که در سال‌های ۱۹۵۰ تا ۱۹۶۰ – طراحی‌ها و معماری‌های شهری را در برگرفته بود را رد می‌کند و فلسفهٔ ای را به وجود می‌آورد که برای ایده‌های سنتی و نقش شهر درونی یا inne rcity ارزش قائل می‌شود. موافقان و پیروان این طرح بر این باور هستند که دهکده شهری گزینه مناسب و قابل رشد و پیشرفتی را در مقابل باورهای غلط اجتماعی که نوگرایی را آزاد راه‌ها و املاک و دارایی‌های بزرگ و با شکوه در شهرها می‌دانند قرار می‌دهد.
دلیل قابل توجه دیگری برای به وجود آمدن دهکده‌های شهری – رشد پراکندگی شهرها بود که از زمان جنگ جهانی دوم باعث توسعهٔ بسیاری از شهرها شد. دهکده‌های شهری باعث به وجود آمدن اجتماع‌هایی شد تا بتواند باعث کاهش وابستگی به خودروها شود و نیاز به سفرهایی با مسافت طولانی را به حداقل برساند. کاهش صنعت مضر و پدید آمدن سرویس اقتصادی- بدون ضرری برای افراد ساکن آنجا- باعث یکی شدن اشتغال و فعالیت‌های که مختص مناطق هستند شد. این بر خلاف مناطق شخصی ای می‌باشد که باعث پراکندگی سوخت در مناطق صنعتی و تولیدی می‌شود. در میان پیشرفت‌های هماهنگ – دهکده‌های شهری باعث کاهش رشد شهرها در مناطق اطراف می‌شود. این پیامدهای محیط زیستی پراکندگی شهری مبحث ارتقای دهکده‌های شهری را در سال‌های اخیر احاطه کرده‌است.
دهکده‌های شهری به‌طور گسترده راه حلی را برای از بین رفتن اجتماع‌ها که اغلب مرتبط با نو گرایی و پراکندگی جمعیت است فراهم می‌کند. در این ایده یا روش از از واژهٔ دهکده به عنوان عامل انگیزشی مناسبی جهت به وجود آمدن اجتماع بهتر استفاده می‌کند. این جنبش دهکدهٔ شهری تحت تأثیر ایده‌های شهر هاوارد که بر جبرگرایی محیط زیستی مرتبط با جوامع قرار گرفته‌است. روش‌های طراحی شهری مانند فضاهای عمومی و پیاده‌روی جهت تقویت تعاملات اجتماعی به کار گرفته شده‌اند.
این فلسفه نگرش‌های بسیاری را با عنوان مکتب شهری در پی دارد.

## نقد
بسیاری از دهکده‌های شهری به وجود آمده هم شخصی وهم دولتی به دور از معیارهای اصلی این روش بوده‌اند. آژانس‌های خصوصی بخاطر برخورداری از حمایت‌های دولتی ازنام دهکدهٔ شهر در تبلیغات خود استفاده می‌کنند. بسیاری افراد اگر چه متمایل به ساختن دهکده شهری واقعی هستند اما به اهدافشان نرسیده‌اند.
از اهداف دهکده‌های شهری اینگونه انتقاد می‌شود که آن‌ها غیرواقعی هستند به دلیل اینکه به بسیاری از واقعیت‌های اجتماعی و اقتصادی بی‌توجه‌اند. هم‌زمان با این که اشتغال و الگوهای فعالیتی پیچیده می‌شوند امکان به وجود آمدن دهکدهٔ شهری مستقل از بین می‌رود. احتمال ایجاد شغل‌ها و فعالیت‌های متنوع در محیطی با جمعیت اندک تیز مورد بحث و سؤال قرار گرفته‌است. واگذاری اجتماع‌های در مجاورت در مقایسه با ایجاد دهکده‌ها – یک اقتصاد آگاهانه و گزینهٔ اجتماعی محسوب می‌شود.
برخی از پیروان این ایده بر این باورند که دهکده‌های شهری مفهوم جدیدی نیستند وبه‌طور ساده شکل گیری دوبارهٔ ایده‌هایی هستند که در طراحی شهر سازی دهه‌ها رایج بوده‌اند.

## مثال‌ها
در زیر نمونه‌ای از پروژه‌هایی که انجام شده‌اند یا در حال طراحی هستند را می‌بینیم.
- Bulimba & Hawthorne Urban Village - Brisbane
- QueenslandAustralia
- ManchesterGayVillage,Manchester,UnitedKingdom
- HolbeckUrbanVillage,Leeds,UnitedKingdom